# Tom Erik Oxholm
Tom Erik Oxholm (Larvik, 22 februari 1959) is een voormalig langebaanschaatser uit Noorwegen.
Tom Erik Oxholm werd bij de WK Junioren van 1978 derde. Dat was de eerste van een reeks bronzen medailles die de Noor zou winnen. In 1980 won hij brons bij zowel het EK als WK Allround en op de 5000 en 10.000 meter bij de Olympische Winterspelen in Lake Placid.
De Noor, met zijn kenmerkende kattenrug, werd een grote toekomst toegedicht, maar het niveau van 1980 wist hij nooit meer te evenaren. Na zijn actieve schaatsloopbaan werd hij schaatscoach en had hij de Noorse sprintselectie en later Ådne Søndrål onder zijn hoede.

## Persoonlijke records
| Afstand      | Tijd     | Datum            | Baan        |
| ------------ | -------- | ---------------- | ----------- |
| 500 meter    | 38,58    | 17 maart 1983    | Medeo       |
| 1000 meter   | 1.16,8   | 9 november 1984  | Inzell      |
| 1500 meter   | 1.57,19  | 23 januari 1983  | Davos       |
| 3000 meter   | 4.09,24  | 26 februari 1981 | Inzell      |
| 5000 meter   | 7.05,58  | 17 maart 1983    | Medeo       |
| 10.000 meter | 14.36,60 | 23 februari 1980 | Lake Placid |

## Resultaten
| Jaar | EK Allround | Olympische Spelen | Wereldbeker          | WK Allround | WK Junioren |
| ---- | ----------- | ----------------- | -------------------- | ----------- | ----------- |
| 1977 |             |                   |                      |             | 7e          |
| 1978 |             |                   |                      |             | Brons       |
| 1979 |             |                   |                      |             | 4e          |
| 1980 | Brons       | 5000m · 10.000m   |                      | Brons       |             |
| 1981 | -           |                   |                      | -           |             |
| 1982 | 4e          |                   |                      | 6e          |             |
| 1983 | -           |                   |                      | -           |             |
| 1984 | NC20        | -                 |                      | -           |             |
| 1985 | 7e          |                   |                      | 11e         |             |
| 1986 | NC21        |                   | 10e 1500m 10e 5k/10k | NC26        |             |
| 1987 | NC20        |                   | 23e 1500m 26e 5k/10k | -           |             |

### Medaillespiegel
| Kampioenschap     | Goud | Zilver | Brons |
| ----------------- | ---- | ------ | ----- |
| EK Allround       | 0    | 0      | 1     |
| Olympische Spelen | 0    | 0      | 2     |
| Wereldbeker       | 0    | 0      | 0     |
| WK Allround       | 0    | 0      | 1     |
| WK Junioren       | 0    | 0      | 1     |